# Joseph Jean-Baptiste Xavier Fournet
Pour les articles homonymes, voir Fournet.
Joseph Jean-Baptiste Xavier Fournet, né le 15 mai 1801 à Strasbourg, et mort à Lyon le 8 janvier 1869, est un géologue français.

## Biographie
Il est admis à l'école des Mines de Paris en 1822. Il en sort diplômé en 1825 et prend alors la direction des mines de Katzenthal (Haut-Rhin) puis celles de Pontgibaud (Puy-de-Dôme) pour les mettre  en exploitation. La première sera un échec tandis que celle de Pontgibaud qu'il devra remettre en service sera un succès.
Cependant, il souhaite se consacrer entièrement à la géologie, il entre donc à l'université et sera licencié en 1833. Il réalise ensuite la même année une thèse Sur les sulfures métalliques et leur traitement métallurgique, qui lui conférera le titre de docteur. Cette dernière passera plutôt inaperçue en France, mais elle sera plus remarquée en Allemagne, où ses conclusions seront reprises par Theodor Scheerer sous le nom de loi de Fournet dans son Traité de métallurgie de 1836.
En 1834 lors de la création de l'université de Lyon, il prend la chaire de Géologie-Minéralogie. C'est là, qu'il suscitera de nombreuses vocations pour ce domaine notamment chez Eugène Dumortier ou encore Ernest Chantre.
Il est élu le 28 mai 1845 à l'Académie des sciences, belles-lettres et arts de Savoie, avec pour titre académique Agrégé. Il sera également élu membre de l'Académie des sciences, belles-lettres et arts de Lyon le 2 juin 1835.

## Travaux
Ces nombreux travaux porteront sur différents domaines tels que la géologie, la minéralogie, la métallurgie, la géographie physique, ou encore la météorologie. 
Il contribua grandement au concept de métamorphisme, notamment lors de son étude des filons métallifères des Vosges, Alpes et Massif Central qui l'amènera à rejeter les théories du neptunisme et plutonisme. Il intéressera également aux terrains houillers et sédimentaires.

## Postérité
- Une rue de Lyon porte son nom.
- Un square à Nantes porte son nom également.